# Halicardia
Halicardia är ett släkte av musslor. Halicardia ingår i familjen Verticordiidae.
Kladogram enligt Catalogue of Life:
| Halicardia | \| \| Halicardia flexuosa \| \| \| \| \| \| Halicardia perplicata \| \| \| \| |
|            | \| \| Halicardia flexuosa \| \| \| \| \| \| Halicardia perplicata \| \| \| \| |
|            | Euciroa                                                                       |
|            |                                                                               |
|            | Haliris                                                                       |
|            |                                                                               |
|            | Laevicordia                                                                   |
|            |                                                                               |
|            | Lyonsiella                                                                    |
|            |                                                                               |
|            | Policordia                                                                    |
|            |                                                                               |
|            | Spinosipella                                                                  |
|            |                                                                               |
|            | Trigonulina                                                                   |
|            |                                                                               |
|            | Verticordia                                                                   |
|            |                                                                               |
|            | Halicardia flexuosa                                                           |
|            |                                                                               |
|            | Halicardia perplicata                                                         |
|            |                                                                               |

|  | Halicardia flexuosa   |
|  |                       |
|  | Halicardia perplicata |
|  |                       |